# Slagsån
Slagsån is een plaats in de gemeente Åre in het landschap Jämtland en de provincie Jämtlands län in Zweden. De plaats heeft 52 inwoners (2005) en een oppervlakte van 19 hectare. De rivier de Indalsälven en de Europese weg 14 lopen vlak langs de plaats.